# Federico Azcárate
Federico Xavier Azcárate Ochoa (Mar del Plata, 15 juni 1984) is een gewezen Argentijnse voetballer die jaren in Spanje gespeeld heeft en op het einde van zijn carrière terugkeerde naar het Argentinië, waar hij momenteel bij Club Cipolletti speelt. Zijn basisrol was die van verdediger.

## Carrière
Azcárate verhuisde als jonge speler naar Spanje, waar hij tijdens het seizoen 2002-2003 eerst optrad voor FC Cartagena, een ploeg uit de Segunda División B. 
Tijdens het seizoen 2003-2004 verhuisde hij naar streekgenoot, Real Murcia, dat net naar de Primera División was gepromoveerd.  De ploeg eindigde echter op de twintigste plaats en kon zich niet handhaven.  De speler volgde de ploeg tijdens het seizoen 2004-2005 naar de Segunda División B.  Na twee seizoenen had hij nooit echt een basisplaats kunnen afdwingen en speelde hij slecht negen keer.
Vanaf seizoen 2005-2006 speelde hij voor Atlético Madrid B, een ploeg uit de Segunda División B.  Ook daar kon hij tijdens twee seizoenen nooit doorbreken naar het A-elftal. 
Tijdens het seizoen 2007-2008 ging hij zijn geluk beproeven bij een ploeg uit de AEK Athene. Hij kwam echter enkel maar drie maal in actie.
Na dit mislukte seizoen keerde hij onmiddellijk terug naar Spanje bij Polideportivo Ejido, een ploeg die net een plaats had afgedwongen in de Segunda División B. Tijdens twee seizoenen van 2008 tot en met 2010 zou hij daar 37 optreden.
Na twee seizoenen verhuisde hij naar reeksgenoot CD Leganés.  Tijdens twee seizoenen werd hij 43 keer geslectioneerd.
In 2013 keerde hij terug naar zijn geboorteland bij Deportivo Santamarina, een ploeg uit de Torneo Argentino A.  In 2016 stapte hij over naar CA Douglas Haig, een ploeg uit de Primera B Nacional, het tweede niveau van het Argentijns voetbal.
Vanaf 2018 zet hij een stapje terug bij Club Cipolletti, een ploeg uit de "Torneo Federal A", het derde niveau.